# دونگه رومانووتسه
دونگه رومانووتسه (به صربی: Donje Romanovce) یک منطقهٔ مسکونی در صربستان است که در سوردولیکا واقع شده‌است. دونگه رومانووتسه ۵۰۹ نفر جمعیت دارد.